# Littleton (Massachusetts)
Littleton – miasto w Stanach Zjednoczonych, w stanie Massachusetts, w hrabstwie Middlesex.